# Ophiodromus viridescens
Ophiodromus viridescens är en ringmaskart som först beskrevs av Ehlers 1864.  Ophiodromus viridescens ingår i släktet Ophiodromus och familjen Hesionidae. Inga underarter finns listade i Catalogue of Life.